# Hyacinthoides × massartiana
Hyacinthoides × massartiana là một loài thực vật có hoa lai ghép trong họ Asparagaceae. Loài này được Geerinck mô tả khoa học đầu tiên năm 1996.

## Hình ảnh

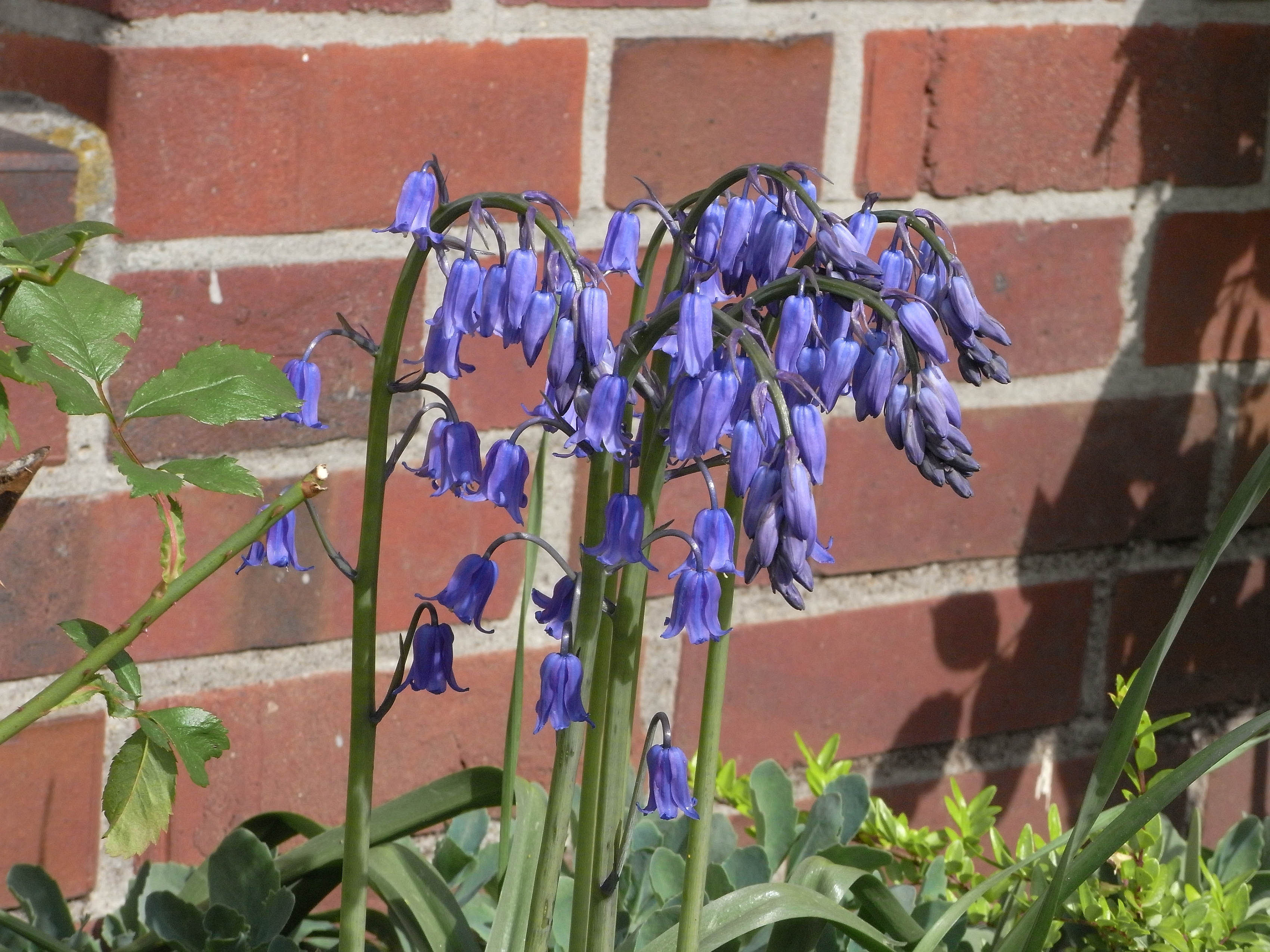
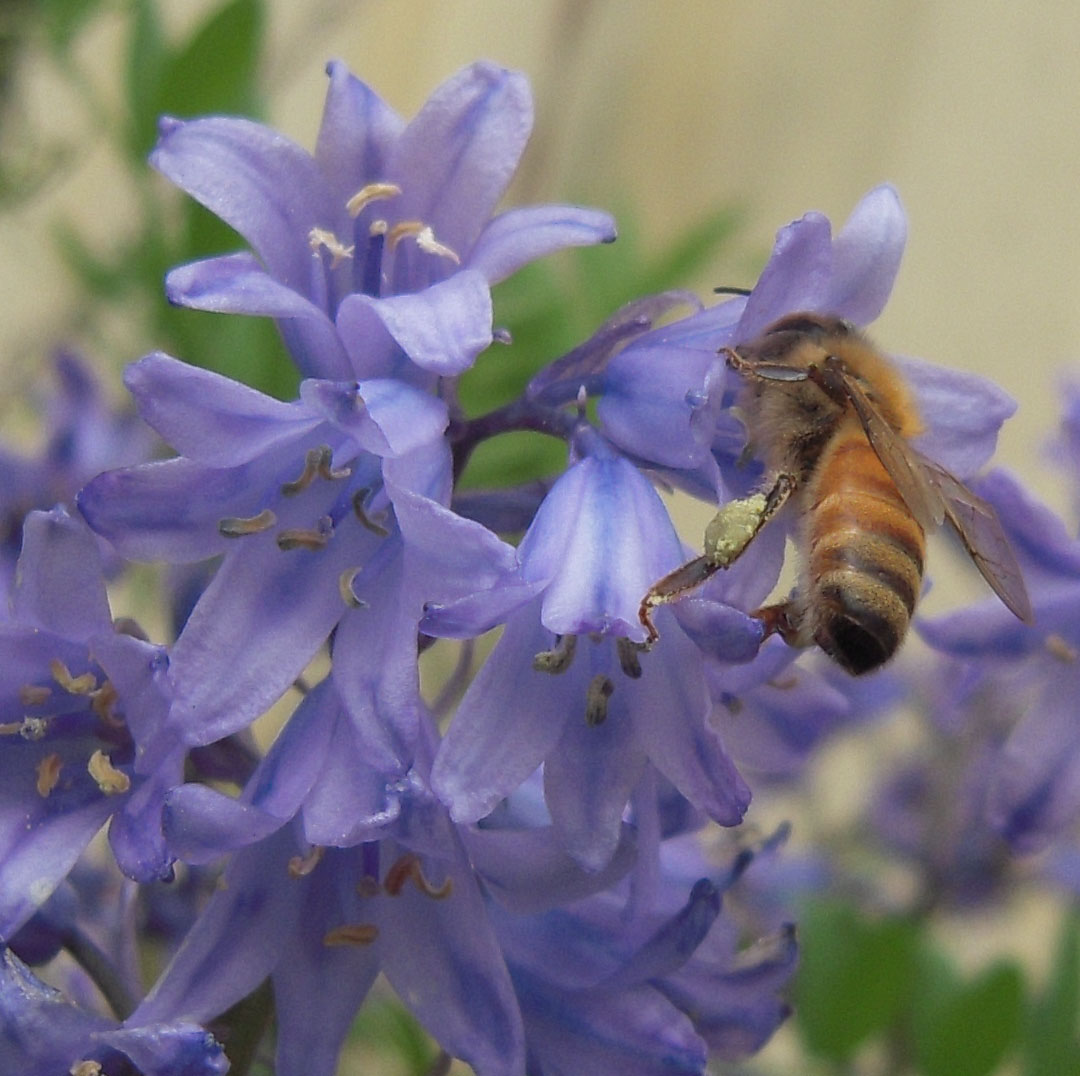
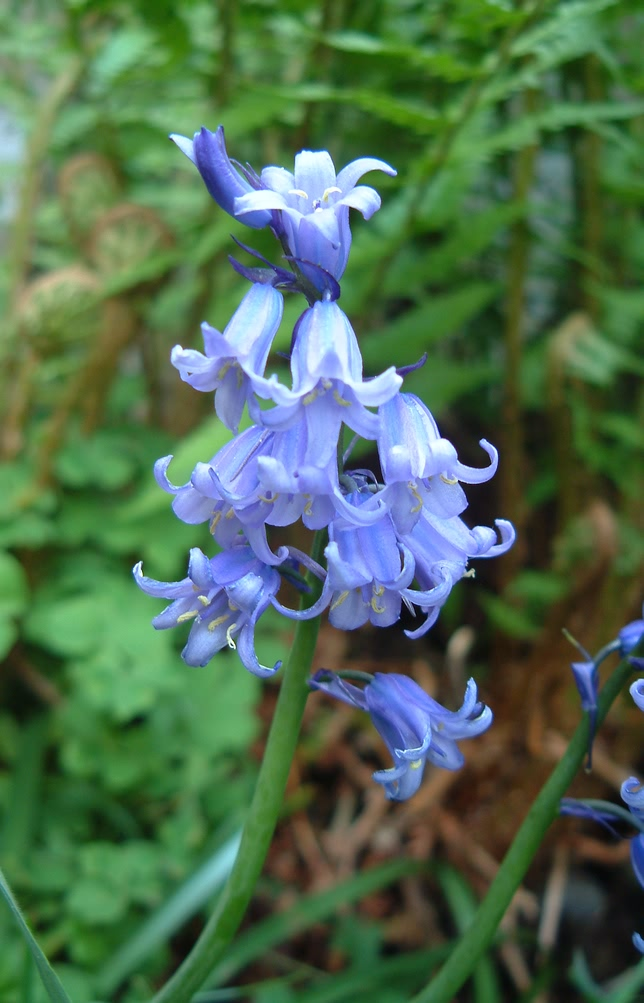
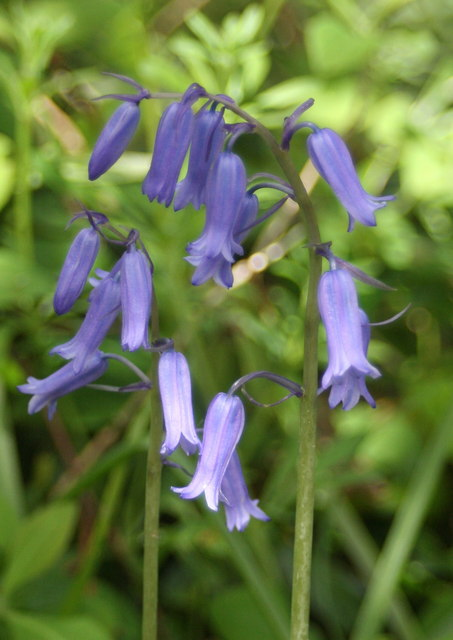